# CZ 52
Súng ngắn CZ 52 (viết tắt của từ Česká zbrojovka 1952) là loại súng ngắn bán tự động do hai nhà thiết kế người Tiệp Khắc là Jan và Jaroslav Kratochvíl thiết kế vào năm 1947. Năm 1952, nó chính thức được biên chế vào Quân đội Tiệp Khắc vì vậy mà nó có tên là CZ 52. Nó còn có tên đầy đủ khác là Česká zbrojovka vz.52, vì vậy nên súng lục CZ 52 cũng có tên là vz.52, do đó nên nó thường bị nhầm lẫn với Súng trường model 1952 cũng do Tiệp Khắc sản xuất vào năm 1952. Phương Tây và NATO gọi nó là súng lục M1952 hay M52.

## Lịch sử hoạt động
Súng được thiết kế năm 1947 dựa trên nguyên mẫu là khẩu Walther PP của Đức Quốc xã nhằm bổ sung cũng như thay thế trong tương lai mẫu súng lục CZ 50. Một số lượng ít CZ 52 đã được sản xuất trong vòng những năm 1949-1951 nhằm thử nghiệm. Súng bắt đầu sản xuất hàng loạt vào năm 1952 tại nhà máy CZ-Uhersky Brod (hay còn gọi tắt là CZ-UB) khi Quân đội Tiệp Khắc đồng ý sử dụng CZ 52, cùng trong năm nay thì khẩu súng mới có tên chính thức. Ở Tiệp Khắc, súng ngắn CZ 52 nhận được sự đánh giá rất cao, nó được sử dụng tới năm 1982 thì dần bị loại bỏ và thay thế bằng súng lục CZ 82 sử dụng đạn 9x18mm Makarov hiện đại và có hỏa lực mạnh hơn. CZ 52 đã tham gia nhiều cuộc chiến, tuy vậy nhưng nó vẫn phục vụ khá hạn chế. Cuộc chiến đầu tiên mà nó tham gia là Chiến tranh Việt Nam khi Việt Nam Dân chủ Cộng hòa nhận được những khẩu CZ 52 đầu tiên từ Tiệp Khắc thông qua việc viện trợ trong khối xã hội chủ nghĩa. Ngoài ra, Liên Xô cũng mua một số lượng nhỏ nhằm trang bị cho Hồng quân. Năm 1998, sau khi khối xã hội chủ nghĩa ở Đông Âu và Liên Xô sụp đổ, CZ 52 bắt đầu được xuất khẩu sang Mỹ nhằm phục vụ cho dân sự.

## Mô tả

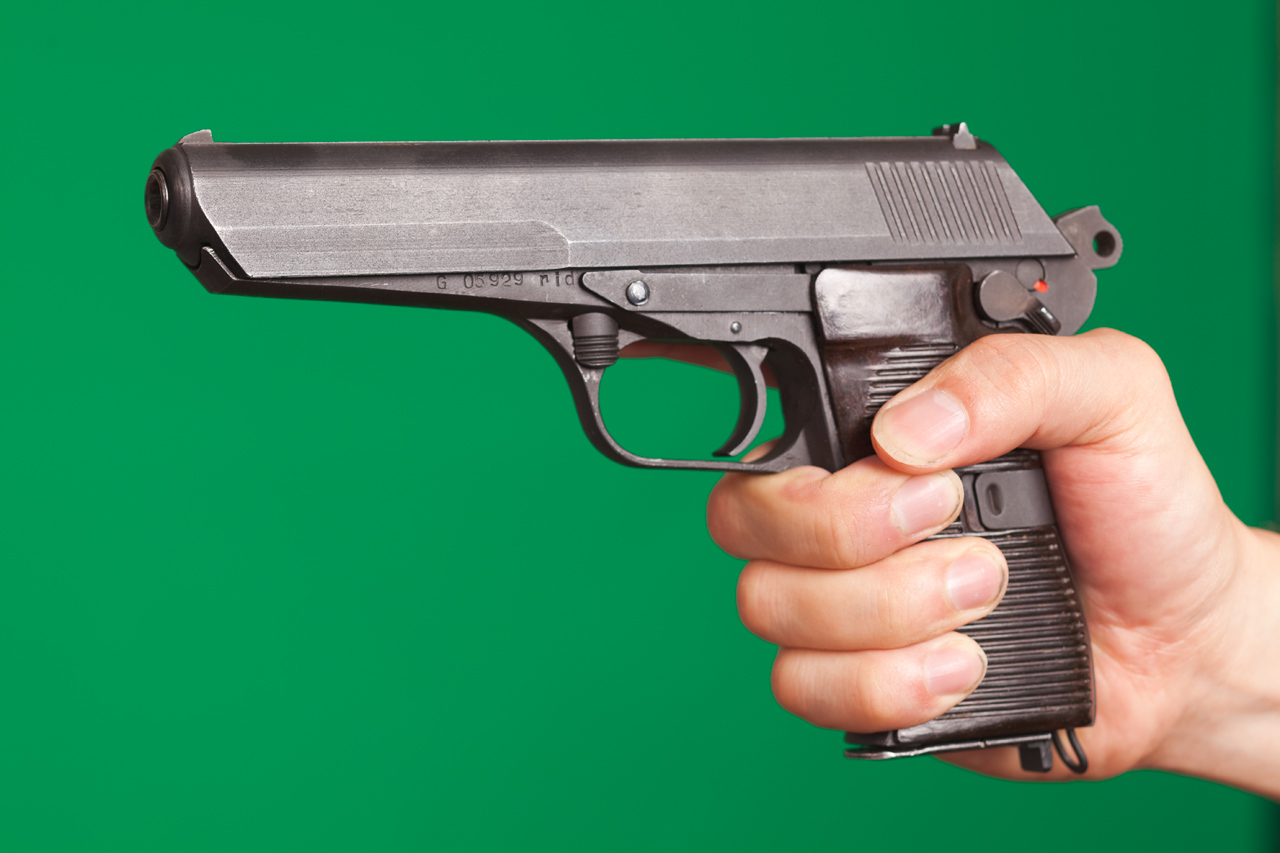
Tư thế cầm của súng lục CZ 52

Súng dùng đạn 7,62×25mm Tokarev, cùng loại đạn với súng ngắn TT-33 (K-54) do Liên Xô sản xuất. Một số người hay gọi nó là CZ-TT. Là súng ngắn bán tự động, nên CZ 52 chỉ bắn được từng phát một. Cơ chế điểm hỏa của nó là dùng kim hỏa và hạt nổ. Giống với các loại súng lục khác, khi bắn CZ 52 cũng có hiện tượng giật lùi đẩy về của thanh trượt. Bên thân có bộ phận giảm giật. Ban đầu CZ 52 được thiết kế để sử dụng loại đạn 9x19mm Parabellum của Đức Quốc xã (sau đó NATO bắt đầu sử dụng loại đạn này) nhưng do Tiệp Khắc đã chuyển sang chế độ xã hội chủ nghĩa nên về mặt quân sự thì họ phải chịu sức ép từ phía Liên Xô và cuối cùng, CZ 52 đã phải chuyển sang dùng loại đạn súng ngắn tiêu chuẩn của khối Đông Âu là 7,62×25mm Tokarev, điều này cũng được chứng tỏ rõ ràng qua bằng chứng CZ 52 cũng có nhiều điểm rất giống với TT-33 về cả hình dáng và đặc điểm kỹ thuật. Hộp đạn của súng dài khoảng 120 mm, chứa được 8 viên.

## Các quốc gia sử dụng
Theo thống kê sơ bộ thì chỉ có 3 nước sử dụng CZ 52:
- Tiệp Khắc - thay thế bằng CZ 82 từ năm 1982, vẫn được sử dụng tại Cộng hòa Séc.[4]
- Algérie
- Liên Xô - còn sử dụng tại Nga.
- Việt Nam - vẫn còn sử dụng.[2]
- Cuba
- Grenada
- Palestine: Được sử dụng bởi Tổ chức Giải phóng Palestine
- Tanzania

## Đặc điểm kỹ thuật
- Tên: CZ 52
- Quốc gia sản xuất: Tiệp Khắc (nay là Cộng hòa Séc)
- Nơi sản xuất: Nhà máy CZ-Uhersky Brod
- Kiểu: súng ngắn bán tự động
- Trọng lượng: 0,95 kg
- Dài: 210 mm.
- Chiều dài hộp đạn: 120 mm
- Đường kính nòng: 7,62 mm
- Sơ tốc đầu nòng: 500 m/s
- Băng đạn: 8 viên
- Cỡ đạn: 7,62×25mm
- Chế độ bắn: từng phát
- Cơ chế nạp đạn: tự động bằng khóa nòng lùi
- Cơ chế thoát vỏ đạn: móc kéo thẳng.
- Cơ chế điểm hỏa: kim hỏa - hạt nổ
- Tầm bắn sát thương: 50 m
- Số lượng đã được sản xuất: Khoảng 200.000 khẩu